# (1087) Arabis
Arabis és l'asteroide número 1087. Va ser descobert per l'astrònom Karl Wilhelm Reinmuth des de l'observatori d'Heidelberg (Alemanya), el 2 de setembre de 1927.